# NGC 4388
NGC 4388 ist eine Spiralgalaxie vom Hubble-Typ SA(s)b: im Sternbild Jungfrau am Nordsternhimmel. Die Galaxie ist 110 Millionen Lichtjahre von der Milchstraße entfernt und als Seyfert-2-Galaxie klassifiziert. Sie ist Teil des Virgo-Galaxienhaufen, einer Ansammlung von mehr als 1300 Galaxien in diesem Bereich.
Die Galaxie ist jedoch als Mitglied (VCC 836) des Virgo-Clusters aufgeführt, und es wird angenommen, dass ihr eigenartiges Erscheinungsbild (als ob eine Spiralgalaxie in eine elliptische Galaxie eingebettet wäre) auf gravitative oder physikalische Wechselwirkungen mit Mitgliedern dieses Clusters zurückzuführen ist. In diesem Fall wären es nur etwa 50 bis 60 Millionen Lichtjahre und etwa 105 bis 110.000 Lichtjahre.

Aufnahmen mittels Linienfilter zeigen ausströmende Gaswolken

Schmalbandige Aufnahmen zeigen 100.000 Lichtjahre große ausströmende Gaswolken. Man geht davon aus, dass sie durch das Auftreffen der Galaxie auf heißes intergalaktische Medium entstanden sind.
Das Objekt wurde von dem Astronomen Wilhelm Herschel mithilfe seines 18,7 Zoll-Teleskops am 17. April 1784 entdeckt.